# 米罗斯拉夫·斯科里克
米罗斯拉夫·米哈伊洛维奇·斯科里克（烏克蘭語：Мирослав Михайлович Скорик，1938年7月13日—2020年6月1日），乌克兰作曲家、音乐教育家。乌克兰柴可夫斯基音乐学院教授。“乌克兰人民艺术家”及“乌克兰英雄”荣誉称号获得者。

## 生平
1938年生于利沃夫的一个知识分子家庭。他的曾祖母是乌克兰女高音歌唱家索羅米亞·庫舒尼卡。他的父母都曾在奥地利的维也纳大学接受教育。他的父亲是一位历史学家和民族志学家，业余爱好拉小提琴。他的母亲是一名化学家，爱好弹钢琴。他从小在音乐的环境中长大。
1945年二战结束后，他开始上小学。然而两年后的1947年，一家人因诽谤罪被流放至西伯利亚。1953年斯大林去世后情况才得以缓解，1955年重返家乡利沃夫，入读利沃夫音乐学院，师从斯坦尼斯拉夫·柳德克维奇学习音乐理论。1960年毕业后在莫斯科音乐学院德米特里·卡巴列夫斯基研究生班深造。1964年毕业后，回到利沃夫音乐学院任教。1966年，开始在基辅音乐学院任教。1980年代后期至1990年代，曾在美国和澳大利亚工作。1999年，担任乌克兰国立柴可夫斯基音乐学院乌克兰音乐史系主任。
2002年开始担任基辅音乐节艺术总监。2004年至2010年，与叶夫根·斯坦科维奇共同担任乌克兰作曲家协会主席。2011年4月至2016年，担任國立烏克蘭歌劇院艺术总监。
2020年2月，米罗斯拉夫·斯科里克为中国和乌克兰合作歌曲《我和你在一起》作曲，献给奋战在新冠疫情一线的中国医务工作者和广大患者。
2020年6月1日在基辅去世。

## 荣誉
- 乌克兰英雄（2008年8月20日）[6]
- 乌克兰苏维埃社会主义共和国人民艺术家（1988年）
- 乌克兰苏维埃社会主义共和国功勋艺术家（1969年）